# Klubowe Mistrzostwa Świata w Piłce Nożnej 2016
Klubowe Mistrzostwa Świata w Piłce Nożnej 2016 (ang. FIFA Club World Cup) – trzynasta edycja turnieju piłkarskiego pomiędzy klubowymi mistrzami poszczególnych konfederacji kontynentalnych.

## Zespoły zakwalifikowane
Do rywalizacji o Klubowe Mistrzostwo Świata 2016 stanęło siedem drużyn: zwycięzca Ligi Mistrzów UEFA, zwycięzca Copa Libertadores, zwycięzca Afrykańskiej Ligi Mistrzów, zwycięzca Ligi Mistrzów CONCACAF, zwycięzca Ligi Mistrzów OFC, Azjatyckiej Ligi Mistrzów i przedstawiciel gospodarzy turnieju – mistrz Japonii 2016.
| Zespół                 | Strefa   | Kwalifikacje                             |
| ---------------------- | -------- | ---------------------------------------- |
| Gra w półfinale        |          |                                          |
| Atlético Nacional      | CONMEBOL | Zwycięzca Copa Libertadores 2016         |
| Real Madryt            | UEFA     | Zwycięzca Ligi Mistrzów UEFA 2015/16     |
| Gra w ćwierćfinale     |          |                                          |
| América                | CONCACAF | Zwycięzca Ligi Mistrzów CONCACAF 2015/16 |
| Jeonbuk Hyundai Motors | AFC      | Zwycięzca Azjatyckiej Ligi Mistrzów 2016 |
| Mamelodi Sundowns      | CAF      | Zwycięzca Ligi Mistrzów CAF 2016         |
| Gra w kwalifikacjach   |          |                                          |
| Auckland City FC       | OFC      | Zwycięzca Ligi Mistrzów OFC 2016         |
| Kashima Antlers        | AFC      | Gospodarz turnieju                       |

## Stadiony
Klubowy Puchar Świata rozgrywano w dwóch miastach: w Jokohamie oraz Osace. Stadion Suita City Football Stadium po raz pierwszy był areną zawodów tej rangi.
| Osaka                       | Jokohama          |
| --------------------------- | ----------------- |
| Suita City Football Stadium | Nissan Stadium    |
| Pojemność: 39 694           | Pojemność: 72 327 |
|                             |                   |

## Mecze

### Drabinka
|  |                        |                      |                       |                       |                       |                       |                   |                   |                       |                       |  |  |       |       |
|  | Play-off               | Play-off             |                       |                       | Ćwierćfinały          | Ćwierćfinały          |                   |                   | Półfinały             | Półfinały             |  |  | Finał | Finał |
|  | Play-off               | Play-off             |                       |                       | Ćwierćfinały          | Ćwierćfinały          |                   |                   | Półfinały             | Półfinały             |  |  | Finał | Finał |
|  |                        |                      | 11 grudnia – Osaka    |                       |                       |                       |                   |                   |                       |                       |  |  |       |       |
|  |                        |                      |                       |                       |                       |                       |                   |                   |                       |                       |  |  |       |       |
|  | Jeonbuk Hyundai Motors | 1                    | 15 grudnia – Jokohama | 15 grudnia – Jokohama |                       |                       |                   |                   |                       |                       |  |  |       |       |
|  | Jeonbuk Hyundai Motors | 1                    | 15 grudnia – Jokohama | 15 grudnia – Jokohama |                       |                       |                   |                   |                       |                       |  |  |       |       |
|  | América                | 2                    |                       |                       | América               | 0                     |                   |                   |                       |                       |  |  |       |       |
|  | América                | 2                    |                       |                       | América               | 0                     |                   |                   |                       |                       |  |  |       |       |
|  |                        |                      |                       |                       | Real Madryt           | 2                     |                   |                   | 18 grudnia – Jokohama | 18 grudnia – Jokohama |  |  |       |       |
|  |                        |                      |                       |                       | Real Madryt           | 2                     |                   |                   | 18 grudnia – Jokohama | 18 grudnia – Jokohama |  |  |       |       |
|  |                        |                      | Real Madryt           | 4                     |                       |                       |                   |                   |                       |                       |  |  |       |       |
|  |                        |                      | Real Madryt           | 4                     |                       |                       |                   |                   |                       |                       |  |  |       |       |
|  | 14 grudnia – Osaka     | 14 grudnia – Osaka   |                       |                       | Kashima Antlers       | 2                     |                   |                   |                       |                       |  |  |       |       |
|  | 14 grudnia – Osaka     | 14 grudnia – Osaka   |                       |                       | Kashima Antlers       | 2                     |                   |                   |                       |                       |  |  |       |       |
|  | 11 grudnia – Osaka     | 11 grudnia – Osaka   | Atlético Nacional     | 0                     |                       |                       |                   |                   |                       |                       |  |  |       |       |
|  | 11 grudnia – Osaka     | 11 grudnia – Osaka   | Atlético Nacional     | 0                     |                       |                       |                   |                   |                       |                       |  |  |       |       |
|  | 8 grudnia – Jokohama   | 8 grudnia – Jokohama | Mamelodi Sundowns     | 0                     |                       |                       | Kashima Antlers   | 3                 |                       |                       |  |  |       |       |
|  | 8 grudnia – Jokohama   | 8 grudnia – Jokohama | Mamelodi Sundowns     | 0                     |                       |                       | Kashima Antlers   | 3                 |                       |                       |  |  |       |       |
|  | Kashima Antlers        | 2                    |                       |                       | Kashima Antlers       | 2                     |                   |                   |                       |                       |  |  |       |       |
|  | Kashima Antlers        | 2                    |                       |                       | Kashima Antlers       | 2                     |                   |                   |                       |                       |  |  |       |       |
|  | Auckland City FC       | 1                    |                       |                       |                       |                       | Mecz o 5. miejsce | Mecz o 5. miejsce | Mecz o 3. miejsce     | Mecz o 3. miejsce     |  |  |       |       |
|  | Auckland City FC       | 1                    |                       |                       |                       |                       | Mecz o 5. miejsce | Mecz o 5. miejsce | Mecz o 3. miejsce     | Mecz o 3. miejsce     |  |  |       |       |
|  |                        |                      | 14 grudnia – Osaka    | 14 grudnia – Osaka    | 18 grudnia – Jokohama | 18 grudnia – Jokohama |                   |                   |                       |                       |  |  |       |       |
|  |                        |                      | 14 grudnia – Osaka    | 14 grudnia – Osaka    | 18 grudnia – Jokohama | 18 grudnia – Jokohama |                   |                   |                       |                       |  |  |       |       |
|  | Jeonbuk Hyundai Motors | 4                    | América               | 2 (3)                 |                       |                       |                   |                   |                       |                       |  |  |       |       |
|  | Jeonbuk Hyundai Motors | 4                    | América               | 2 (3)                 |                       |                       |                   |                   |                       |                       |  |  |       |       |
|  | Mamelodi Sundowns      | 1                    | Atlético Nacional     | 2 (4)                 |                       |                       |                   |                   |                       |                       |  |  |       |       |
|  | Mamelodi Sundowns      | 1                    | Atlético Nacional     | 2 (4)                 |                       |                       |                   |                   |                       |                       |  |  |       |       |

### Kwalifikacje
| 8 grudnia 2016 11:30 CET | Kashima Antlers · Akasaki 67' · Kanazaki 88' | 2−1(0−0)Raport | Auckland City FC · Kim Dae-wook 50' | Nissan Stadium, Jokohama Widzów: 17 667 Sędzia: Janny Sikazwe |
|                          |                                              |                |                                     |                                                               |

### Ćwierćfinały
| 11 grudnia 2016 8:00 CET | Jeonbuk Hyundai Motors · Kim Bo-kyung 23' | 1−2(1−0)Raport | América · Romero 58', 74' | Suita City Football Stadium, Osaka Widzów: 14 587 Sędzia: Viktor Kassai |
|                          |                                           |                |                           |                                                                         |

| 11 grudnia 2016 11:30 CET | Mamelodi Sundowns | 0−2(0−0)Raport | Kashima Antlers · Endo 63' · Kanazaki 88' | Suita City Football Stadium, Osaka Widzów: 21 702 Sędzia: Roberto García Orozco |
|                           |                   |                |                                           |                                                                                 |

### Półfinały
| 14 grudnia 2016 11:30 CET | Atlético Nacional | 0−3(0−1)Raport | Kashima Antlers · Doi 33' (k.) · Endo 83' · Suzuki 85' | Suita City Football Stadium, Osaka Widzów: 15 050 Sędzia: Viktor Kassai |
|                           |                   |                |                                                        |                                                                         |

| 15 grudnia 2016 11:30 CET | América | 0−2(0−1)Raport | Real Madryt · Benzema 45+2' · Ronaldo 90+3' | Nissan Stadium, Jokohama Widzów: 50 117 Sędzia: Enrique Cáceres |
|                           |         |                |                                             |                                                                 |

### Mecz o 5. miejsce
| 14 grudnia 2016 8:30 CET | Jeonbuk Hyundai Motors · Kim Bo-kyung 18' · Lee Jong-ho 29' · Nascimento 41' (sam.) · Kim Shin-wook 89' | 4−1(3−0)Raport | Mamelodi Sundowns · Tau 48' | Suita City Football Stadium, Osaka Widzów: 5938 Sędzia: Nawaf Szukr Allah |
|                          | |                |                             |                                                                           |

### Mecz o 3. miejsce
| 18 grudnia 2016 8:00 CET                         | América · Arroyo 38' · Peralta 66' (k.) | 2:2 (po dogr.) k. 3:4(1:2, 2:2, 2:2)Raport    | Atlético Nacional · Samudio 6' (sam.) · Guerra 26' | Nissan Stadium, Jokohama Widzów: 44 625 Sędzia: Nawaf Szukr Allah |
|                                                  |                                         |                                               |                                                    |                                                                   |
|                                                  |                                         | Rzuty karne                                   |                                                    |                                                                   |
| Martínez · Samudio · Quintero · Peralta · Arroyo |                                         | Mosquera · Nieto · Bocanegra · Torres · Borja |                                                    |                                                                   |

### Finał
| 18 grudnia 2016 11:30 CET | Real Madryt · Benzema 9' · Ronaldo 60' (k.), 98', 104' | 4:2 (po dogr.)(1:1, 2:2, 4:2)Raport | Kashima Antlers · Shibasaki 44', 52' | Nissan Stadium, Jokohama Widzów: 68 742 Sędzia: Janny Sikazwe |
|                           |                                                        |                                     |                                      |                                                               |

## Strzelcy
| P. | Zawodnik          | Drużyna                | Bramki |
| -- | ----------------- | ---------------------- | ------ |
| 1  | Cristiano Ronaldo | Real Madryt            | 4      |
| 2  | Silvio Romero     | Club América           | 2      |
| 2  | Kim Bo-kyung      | Jeonbuk Hyundai Motors | 2      |
| 2  | Yasushi Endo      | Kashima Antlers        | 2      |
| 2  | Mū Kanazaki       | Kashima Antlers        | 2      |
| 2  | Gaku Shibasaki    | Kashima Antlers        | 2      |
| 2  | Karim Benzema     | Real Madryt            | 2      |
| 8  | Michael Arroyo    | Club América           | 1      |
| 8  | Oribe Peralta     | Club América           | 1      |
| 8  | Alejandro Guerra  | Atlético Nacional      | 1      |
| 8  | Kim Dae-wook      | Auckland City          | 1      |
| 8  | Kim Shin-wook     | Jeonbuk Hyundai Motors | 1      |
| 8  | Lee Jong-ho       | Jeonbuk Hyundai Motors | 1      |
| 8  | Shuhei Akasaki    | Kashima Antlers        | 1      |
| 8  | Shoma Doi         | Kashima Antlers        | 1      |
| 8  | Yuma Suzuki       | Kashima Antlers        | 1      |
| 8  | Percy Tau         | Mamelodi Sundowns      | 1      |

Bramki samobójcze
- Ricardo Nascimento (Mamelodi Sundowns w meczu przeciwko Jeonbuk Hyundai Motors)
- Miguel Samudio (Club América w meczu przeciwko Atlético Nacional)

## Nagrody
| adidas Złota piłka              | adidas Srebrna piłka      | adidas Brązowa piłka             |
| ------------------------------- | ------------------------- | -------------------------------- |
| Cristiano Ronaldo (Real Madryt) | Luka Modrić (Real Madryt) | Gaku Shibasaki (Kashima Antlers) |
| FIFA Fair Play                  |                           |                                  |
| Kashima Antlers                 |                           |                                  |

### Ostateczna klasyfikacja
| Lp. | Zespół                 | Strefa   | M | W | R | P | B+ | B- | +/- |
| --- | ---------------------- | -------- | - | - | - | - | -- | -- | --- |
| 1   | Real Madryt            | UEFA     | 2 | 2 | 0 | 0 | 6  | 2  | +4  |
| 2   | Kashima Antlers        | AFC      | 4 | 3 | 0 | 1 | 9  | 5  | +4  |
| 3   | Atlético Nacional      | CONMEBOL | 2 | 0 | 1 | 1 | 2  | 5  | -3  |
| 4   | Club América           | CONCACAF | 3 | 1 | 1 | 1 | 4  | 5  | -1  |
| 5   | Jeonbuk Hyundai Motors | AFC      | 2 | 1 | 0 | 1 | 5  | 3  | +2  |
| 6   | Mamelodi Sundowns      | CAF      | 2 | 0 | 0 | 2 | 1  | 6  | -5  |
| 7   | Auckland City FC       | OFC      | 1 | 0 | 0 | 1 | 1  | 2  | -1  |